# Nkilizya
Nkilizya è una circoscrizione rurale (mixed ward) della Tanzania situata nel distretto di Ukerewe, regione di Mwanza. Nel 2012, il rione contava una popolazione di 7854 abitanti; nel 2022, la popolazione è salita a 10151 abitanti.